# Orolestes octomaculatus
Orolestes octomaculatus – gatunek ważki z rodziny pałątkowatych (Lestidae).